# 회양군
회양군(淮陽郡)은 조선민주주의인민공화국의 강원도에 속해 있는 군이다. 제주도 제외 한반도에서 제일 가운데에 있기도 하다.

## 지리
주로 산지로 이루어져 있고 태백산맥과 광주산맥이 통과한다. 회양분지와 창도분지가 두 산맥을 가로막고 있다. 가장 높은 지점은 금강산의 비로봉(1,638m)이다. 주요 하천으로는 북한강이 있으며 대한민국 쪽으로 흐른다. 대륙성 기후로 겨울에는 극히 춥다.
북쪽의 고산군·안변군 방면으로 통하는 고개 철령(673 m)은 한때 강원도와 함경도의 경계였으며, 일찍이 교통의 요충지로서 알려졌다.
동쪽은 통천군에, 동남쪽은 창도군에, 서쪽은 세포군에 접하고 있으며, 북쪽은 고산군과 안변군에 접하고 있다.
회양군 현리는 제주도를 제외한 한반도 정중앙에 해당된다.

## 역사
| Daedongyeojido (Gyujanggak) 10-03.jpg | Daedongyeojido (Gyujanggak) 10-02.jpg |
| Daedongyeojido (Gyujanggak) 11-03.jpg | Daedongyeojido (Gyujanggak) 11-02.jpg |

고구려 시대에는 각련성군로 불렸고 신라 시대에는 련성군, 고려 시대에는 이물성으로 불렸다. 995년에 교주로 개칭되어 1018년에는 방어사가 놓여졌다. 1308년에는 북방의 요충인 철령을 방위하기 위해 회주목으로 승격되었고 1310년에 회양부로 고쳐졌다. 조선 시대인 1413년에는 도호부가 놓여졌다.
1895년의 지방 제도 개혁에 의해 회양군이 되었다. 해방 무렵에는 강원도에 속했고 현재의 금강군을 포함한 지역을 관할했다.
1952년의 북한의 행정구역 재편에 의해 회양면·상북면·하북면의 전역, 신안면·란곡면의 주요부, 안풍면의 일부로 이루어진 회양군(1읍 28리)이 재편되었다.
북한지역정보넷은 회양군의 관할 구역에 세포군의 5개 리를 2001년 편입했다고 밝힌다. 그러나 《조선신보》의 2014년 5월 22일 보도에서는 이 지역이 세포군의 관할로 표시된 지도를 공개하였고, 그 이후로도 2020년 10월 2일 조선중앙텔레비죤의 김정은 김화군 시찰보도에서 포착된 지도에서까지도 계속 이 지역은 세포군의 관할로 나타난다.

## 행정 구역
1읍 23리로 구성되어 있다.
- 읍 : 회양읍(淮陽邑)
- 리 : 강돈리(江敦里), 광전리(廣田里), 금곡리(金谷里), 금철리(金鐵里), 가정리(機正里), 도납리(道納里), 룡포리(龍浦里), 마전리(麻田里), 봉포리(蜂浦里), 선대리(仙臺里), 소풍리(素豊里), 신계리(新溪里), 신명리(新明里), 신평리(新坪里), 오랑리(五郞里), 오봉리(梧鳳里), 유읍리(楡邑里), 전곡리(田谷里), 전항리(箭項里), 포천리(浦泉里), 하교리(下橋里), 현리(縣里)

## 산업
주요 산업은 농업이나 지형적인 제약으로 쌀은 재배되지 않고 대신에 보리, 밀, 귀리, 기장, 옥수수, 콩, 감자가 재배된다. 옥수수로 만든 엿으로 유명하다. 소도 사육된다.
회양군의 광산에서는 텅스텐, 중정석, 몰리브덴, 흑연, 금, 은, 납이 채굴된다.

## 교통
회양읍을 중심으로 김화와 금강, 창도로 연결되는 43번국도와 고산과 부산 서면을 연결하는 31번국도가 있다. 단, 남북분단으로 김화에서 부산서면까지 연결되지 않는다.

## 같이 보기
- 조선민주주의인민공화국의 지리
- 조선민주주의인민공화국의 행정 구역